# 阿伯杜爾
阿伯杜爾（英語：〔i/ˌæbərˈdaʊər/〕；蘇格蘭語：/ˌeɪbərˈdur/）是蘇格蘭法夫南岸一個景色秀麗、歷史悠久的村落。它位於福斯湾北岸，向南可以看到因奇科姆島及島上的修道院，以及遠處的利斯和爱丁堡。據2011年人口普查顯示，該村人口為1633人。
該村蜿蜒的大街（High Street）位於離海岸不遠的內陸。狹窄的小巷從該處延伸，提供通往村內更隱蔽的部份，以及當地的海岸線的通道。該村座落於東部的伯恩蒂斯島和西部的達吉蒂灣兩個較大的沿海城鎮之間。
阿伯杜爾教區的名字取自這條村落。據2011年人口普查顯示，該教區人口為1972人。

## 詞源
阿伯杜爾指「杜爾之口」。其首個組成部份是皮克特语詞語「aber」（解作「河口」）。「Dour Burn」（於村落海港流入福斯河）之名乃出自皮克特語「duvr」（解作「水」）。該詞的同源詞亦見於多佛尔和安德沃。該皮克特語用詞後來改成蓋爾語「dobhar」。阿伯杜爾在1179年被記錄成「Abirdoure」，1126年則為「Abirdaur」。

## 歷史
在阿伯杜爾的大部份歷史中，當地是兩個村莊——西阿伯杜爾（Wester Aberdour）和東阿伯杜爾（Easter Aberdour），位處於Dour Burn的兩岸；然而，隨著19世紀鐵路的出現，這種區別便變得模糊。
18世紀，阿伯杜爾的港口得到改善——透過增加一個石礅，以協助處理鄰近煤礦的煤炭運輸。然而，在1850年代，運輸方式出現了翻天覆地的轉變，阿伯杜爾港口變成駛自利斯的遊船之熱門目的地。這反過來又驅使當地於霍克克雷格（Hawkcraig）海灣附近興建一個深水碼頭（deeper water pier），以及發展酒店和不少其他服務設施，而這些設施至今仍能於村內找到。
1890年，隨著新開通的福斯橋以東的鐵路建設，鐵路系統亦延伸至阿伯杜爾。該站曾獲得不少「最佳保存車站」（best kept station）獎項。

## 地標
阿伯杜爾城堡實際上座落於兩個前定居點之間（縱使有關地方事實上是東阿伯杜爾的一部份）。它最初是一座不顯眼的廳式房屋，建於13世紀，俯瞰著Dour Burn。目前半廢墟（semi-ruin）中最古老的部份是蘇格蘭大陸現存最早的石頭城堡（stone castle）。在及後的四百年間，世人按照當代建築理念將城堡建成。值得注意的是，於16世紀下半葉，莫頓伯爵建造了一些帶有文艺复兴時期精緻細節的部份，當中大部份仍帶有屋頂。17世紀末，該建築遭祝融光顧，及後雖然進行了一些修繕工作，但於1725年，該家族購下17世紀的阿伯杜爾舊居（Aberdour House，位於Dour Burn西岸、即西阿伯杜爾），亦使這座中世紀城堡漸漸淪為荒廢。阿伯杜爾城堡現時由蘇格蘭歷史環境局負責管理，並對公眾開放（入場需付費）。在阿伯杜爾舊居荒廢了一段時期後，該建築於1990年代初發展成住宅用途。

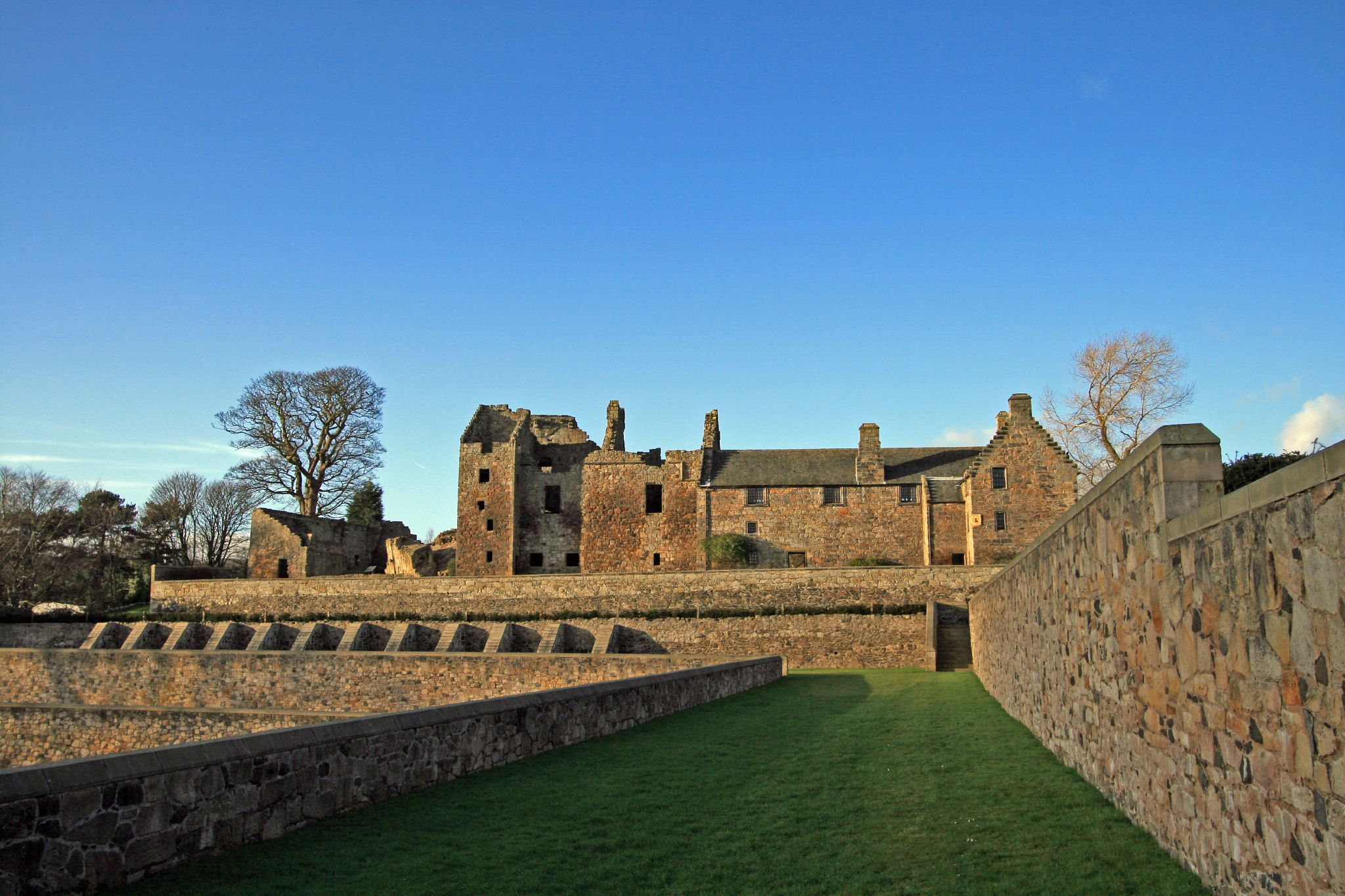
阿伯杜爾城堡

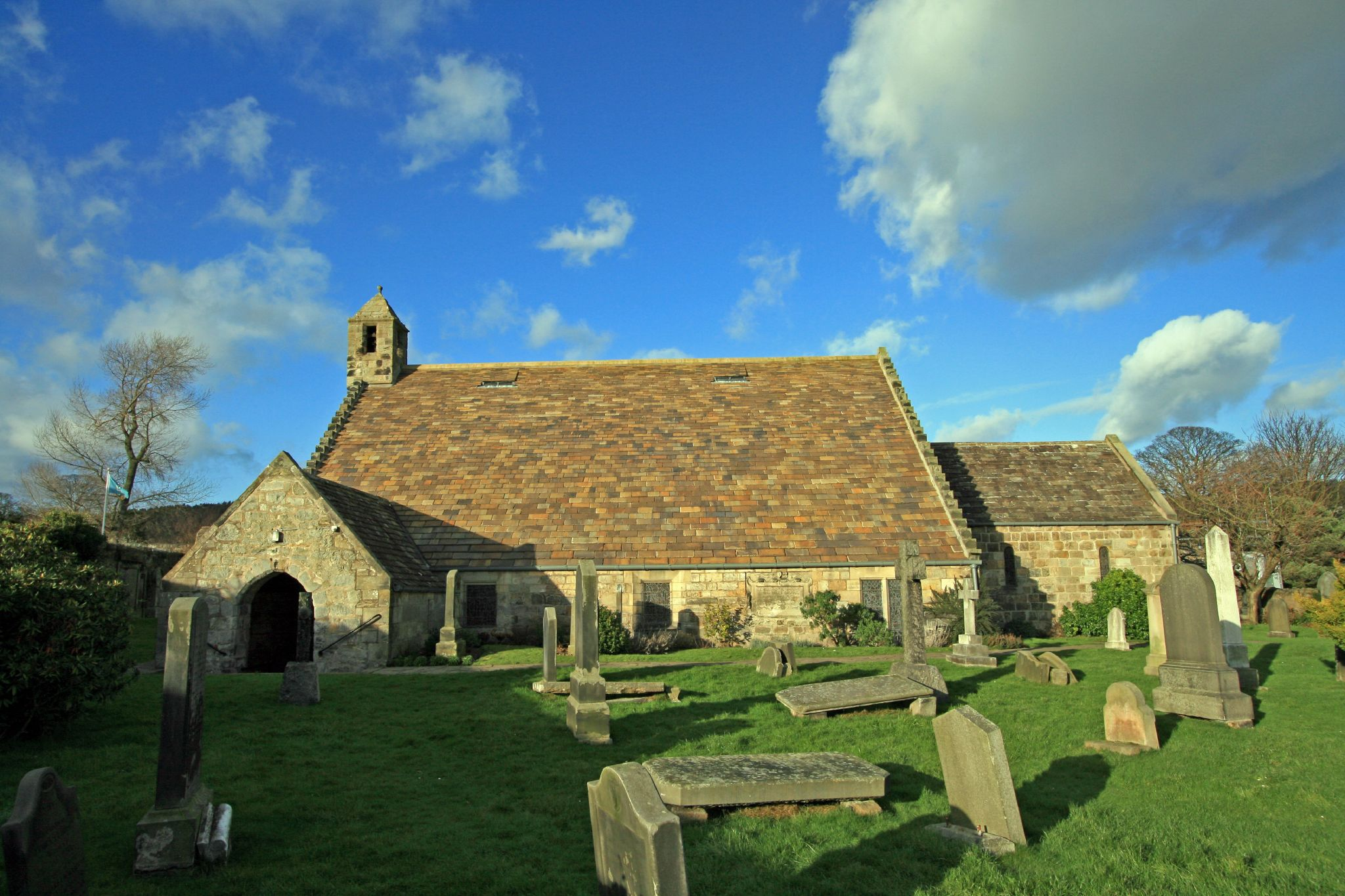
聖菲蘭斯教堂

鄰近的聖菲蘭斯教堂（St. Fillan's Church）是蘇格蘭境內保存最好的中世紀教區教堂，主要可以追溯到12世紀，起初由因奇科姆修道院所控制。16世紀初，教堂中殿增加了一座南拱廊（夏季開放）。A921公路是法夫南岸的主要道路，沿著西阿伯杜爾大街前進，然後急轉彎穿過鐵路線，後而再次往右走，穿過東阿伯杜爾大街（Main Street）而行。
西阿伯杜爾有一條狹窄的直通道路，被商店和酒店包圍得更緊。許多17世紀～19世紀初的鄉土建築為當地的歷史景色增添色彩。鐵路橋附近有3條繼續向東的小路，大概是未有鐵路前的既有大街路線。其中一條現時通往阿伯杜爾鐵路站，為一個保存完好、精心維護的鐵路站，至今仍肩負著每天運送村內至少四分之一勞動人口上班的重任。
第二條小路沿著鐵路線前往阿伯杜爾城堡，而第三條則通到復修後的阿伯杜爾舊居。再往西一點，有一條被高牆緊緊圍繞的狹窄道路——海岸路（Shore Road），通向西部海灘（West Sands）及海港。對許多人而言，這地區是阿伯杜爾之旅的亮點；將車子停泊於海岸路盡頭，通常收費昂貴。
另一條道路從東阿伯杜爾通往海岸。霍克克雷格路通往昔日的聖菲蘭斯教堂，並通過阿伯杜爾簡式曲棍球俱樂部的所在地——銀沙公園（Silversand Park），是前往霍克克雷格境內更佳停車區的道路。該處以前是一個砂岩採石場，後來被用作地方議會的垃圾場（refuse tip），及後成為停車場，是雜草叢生、多岩石、分隔阿伯杜爾兩個海灣的懸崖之一部份。從該處步行一小段路，可前往阿伯杜爾最繁忙、最受歡迎的海灘——銀沙海灘（Silver Sands）。霍克克雷格角（Hawkcraig Point）的西面設有一個短的混凝土防波堤，在第一次世界大戰期間被用作開發無線電控制魚雷的一部份。無線電小屋（Radio Hut）的地基現時仍可在山丘的草地上看到。
阿伯杜爾方尖塔由莫頓勳爵在離開村落搬到愛丁堡一間大房子時興建。他之所以要建造方尖塔，旨在使他能夠從其新居所透過望遠鏡看到以前的家鄉——它座落在城堡和海灘之間的一塊牧場上。
廢棄的16世紀聖德羅斯坦教堂（church of St Drostan）與Dour Burn相鄰。這是阿伯杜爾教區柯克頓碩果僅存的東西。它的鐘罩於新阿伯杜爾教區教堂（New Aberdour Parish Church）中獲重新使用。

## 文化
阿伯杜爾每年均會舉辦節日，由七月底至八月初舉行，包含音樂活動、表演、體育活動及兒童活動。
阿伯杜爾是2005年具名望的「盛開的美麗蘇格蘭」（Beautiful Scotland in Bloom）獎決選城市之一。它與法夫的圣安德鲁斯、东洛锡安的北伯立克及阿盖尔和比特的羅撒西獲提名為蘇格蘭「最佳沿海渡假勝地」。2014年，阿伯杜爾獲票選為「法夫最佳沿海村落」及「蘇格蘭最佳小型沿海村落」。它亦為「美麗法夫」和「美麗蘇格蘭」的金獎得主。2018年，阿伯杜爾獲票選為《星期日泰晤士報》宜居城市名單的第二名。
阿伯杜爾是法夫唯一高級簡式曲棍球俱樂部（senior shinty club）的所在地。阿伯杜爾簡式曲棍球俱樂部有派隊伍參加男子和女子高級國家聯賽。

## 阿伯杜爾海灘

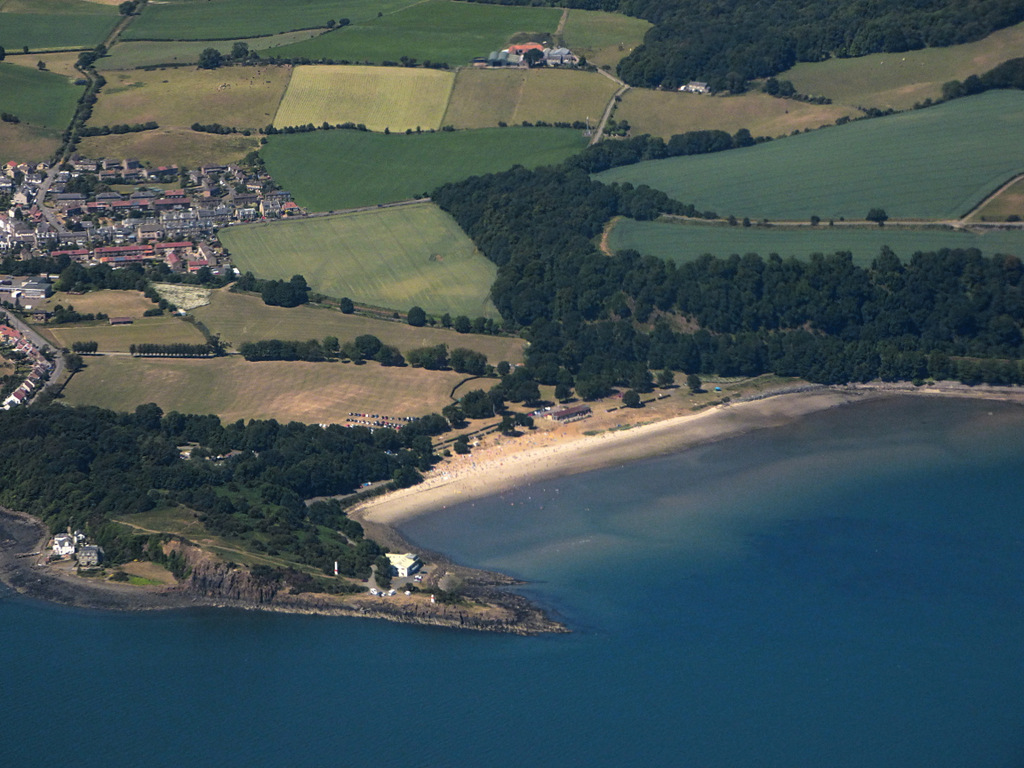
從上空觀望銀沙灣（Silversands Bay）

阿伯杜爾境內有2個海灘——銀沙海灘和黑沙海灘（Black Sands）。
銀沙海灘位於村落東面，並曾舉辦「藍旗」海灘獎項，以表揚海灘在清潔、設施、安全、環境教育及管理方面的卓越水平。法夫議會目前正興建新的設施，此舉將全年大大改善海灘環境。
黑沙海灘（又稱西部海灘）如其大不相同的名稱一樣，有著更硬、顏色較深的沙子，亦深受探索岩洞和迷人海洋生物的遊客歡迎。在夏季月份（4月～9月）期間，狗隻不得進入銀沙海灘，但西部海灘則是全年允許狗隻入內。這兩個海灘由法夫沿岸小徑的部份路段所連繫，而這條小徑亦能引領造訪者穿過海港和霍克克雷格（Hawkcraig）——一個熱門的攀石地點。
銀沙海灘逐漸受到公開水域游泳者歡迎，他們每天於海中游泳，既作為一種休閒的追求，亦為公開水域比賽作訓練。該海灣很安全，不受水流的影響，但只有愛冒險的人才會繞著海灣游。
理查德·喬布森2003年的電影《迷惘十六年》中有數個場景於阿伯杜爾的黑沙海灘上拍攝。

## 因奇科姆
距離海岸四分之一英里的因奇科姆島（或聖高隆島〔蓋爾語「innis」〕）形成了阿伯杜爾教區的其中一部份。其名字暗示了它與聖高隆時期的關聯，以及在早期可能作為「東方的愛奧那」服務聖高隆家族的僧侶（縱使在12世紀前未有文獻記載）。
在第一次及第二次世界大戰期間，因奇科姆被軍隊佔領，以作為福斯湾防禦工事的一部份。當地有大量來自這些時期的炮台、營房等遺迹。
該島嶼以其野生動物而聞名，尤其是海鳥和海豹。這點連同歷史悠久的修道院遺迹，吸引不少遊客於夏季時分造訪，亦是舉行婚禮的熱門地點。

## 著名居民
該鎮著名居民（過往和現時居住者）包括：
- 羅伯特·利斯頓牧師（英语：Robert Liston），1787年蘇格蘭教會大會主持人
- 杰弗裡·凱斯（英语：Geoffrey Keyes (VC)），维多利亚十字勋章接受者[13]
- 威廉·沃瑟斯彭（英语：William Wotherspoon (rugby union)），橄欖球球員[14]

## 姐妹城市／城鎮
- 意大利科尔泰弗兰卡（由2004年7月31日起）[15]

## 外部連結
- 阿伯杜爾節網站 （页面存档备份，存于）